# Том Табане
Томас Мотсоахае Табане (англ. Thomas Motsoahae Thabane; нар. 28 травня 1939) — лесотський політик, двічі очолював уряд королівства Лесото.

### Кар'єра
Закінчив Університет Південної Африки.
1991 року почав працювати в міністерстві закордонних справ. Уже 1995 року став радником прем'єр-міністра Нтсу Мохеле. Від 1998 до 2002 року очолював міністерство закордонних справ, після чого до листопада 2004 року обіймав посаду міністра внутрішніх справ, а потім — міністра комунікацій, науки й технологій.
2006 року Табане заснував партію Конвенція всіх басуто, після перемоги якої на виборах 2012 року став прем'єр-міністром країни. 30 березня 2014 року був змушений тікати з Лесото через військовий переворот. Однак уже 3 вересня того ж року він за підтримки південноафриканських поліцейських повернувся до країни та відновив свої повноваження.
Після позачергових виборів 2015 року Том Табане пішов у відставку, а новий кабінет сформував Бетуель Пакаліта Мосісілі. 1 березня 2017 року парламент висловив вотум недовіри Мосісілі, й той рекомендував королю розпустити парламент, що й відбулось 7 березня. За результатами виборів, що їх було проведено 3 червня 2017 року, перемогу знову виборов Том Табане та його партія. 16 червня того ж року Табане знову став прем'єр-міністром.
На початку січня 2020 року урядова партія попрохала Табане подати у відставку через усунення від посади комісара поліції, який пов'язав прем'єра та його молоду дружину, Месаї, з убивством попередньої дружини Табане, Ліполело. 10 січня було видано ордер на арешт першої леді. Після того Табане оголосив, що йде у відставку через похилий вік. Новим прем'єр-міністром 20 травня 2020 року став однопартієць Табане Моекетсі Маджоро.